# Carlos Alberto Medeiros
Carlos Alberto Medeiros (* 20. November 1942 in Ponta Delgada, Portugal) ist ein portugiesischer Geograph.
Von 1979 bis 2002 war Medeiros Professor an der Universität Lissabon. Seit 1993 ist Medeiros korrespondierendes Mitglied der Academia das Ciências de Lisboa, seit 2008 volles Mitglied derselben Institution.